# آنکازوبه (بخش)
آنکازوبه (به لاتین: Ankazobe) یک بخش‌های ماداگاسکار در ماداگاسکار است که در آنالامانگا واقع شده‌است.